# Giorgos Kalaitzis
Giorgos Kalaitzis (griechisch Γιώργος Καλαϊτζής, * 29. Oktober 1976 in Volos) ist ein ehemaliger griechischer Basketballspieler, der gemessen an den gewonnenen Titeln zu den erfolgreichsten griechischen Basketballspielern aller Zeiten gehört.

## Karriere
Der 1,94 m große Point Guard startete seine Karriere bei Niki Volou, ehe er über die Stationen Panionios Athen und Stefanel Milano zum griechischen Rekordmeister Panathinaikos Athen wechselte. Mit Panathinaikos gewann Kalaitzis in neun Jahren, neben acht Meisterschaften und drei Pokalsiegen, unter anderem zweimal die EuroLeague. 2006 wechselte er zu Aris Saloniki, die er bereits in seinem ersten Jahr in die Top-16-Runde der EuroLeague führen konnte.

## Nationalmannschaft
Neben einer Reihe von nationalen Titeln gewann Kalaitzis 1995 mit der U-19-Auswahl Griechenlands die Weltmeisterschaft vor heimischem Publikum in Athen. Neben Kalaitzis spielten in dieser Mannschaft auch sein späterer Mannschaftskollege Dimitris Papanikolaou sowie der spätere Europa- und Vizeweltmeister Michalis Kakiouzis. Später war Kalaitzis über Jahre ein fester Bestandteil der griechischen Nationalmannschaft, bei der er auf 56 Länderspiele kam.

## Erfolge
- Griechischer Meister: 1998, 1999, 2000, 2001, 2003, 2004, 2005, 2006
- Griechischer Pokalsieger: 2003, 2005, 2006
- Europapokal der Landesmeister: 2000
- EuroLeague: 2002
- U-19 Weltmeisterschaft: 1995

## Auszeichnungen
- Teilnahmen am griechischen All Star Game: 2001, 2004
- Teilnahmen an Europameisterschaften: 1997, 1999, 2001
- Teilnahme an der U-19 Weltmeisterschaft: 1995
- Teilnahme an der U-20 Europameisterschaft: 1996

| Personendaten    | Personendaten                  |
| ---------------- | ------------------------------ |
| NAME             | Kalaitzis, Giorgos             |
| KURZBESCHREIBUNG | griechischer Basketballspieler |
| GEBURTSDATUM     | 29. Oktober 1976               |
| GEBURTSORT       | Volos, Griechenland            |